# Paratropus himalayicus
Paratropus himalayicus är en skalbaggsart som beskrevs av Reichardt 1926. Paratropus himalayicus ingår i släktet Paratropus och familjen stumpbaggar. Inga underarter finns listade i Catalogue of Life.